# Pedro de Sarrio
Pedro de Sarrio was een Spaans koloniaal bestuurder. De Sarrio was tweemaal interim gouverneur-generaal van de Filipijnen De eerste maal was na de dood van Simón de Anda y Salazar, van 30 oktober 1776 tot juli 1778. Na het vertrek van opvolger José Basco y Vargas was hij nog een tweede maal interim gouverneur-generaal tot het aantreden van Félix Berenguer de Marquina.
Tijdens zijn eerste periode als gouverneur zette hij de operatie tegen de moro's (moslims in het zuiden) van zijn voorganger voort. Op 12 januari 1777 vaardigde hij een decreet uit dat de Filipino's voortaan ook vlas en hennep dienden te verbouwen..
In zijn tweede periode kreeg De Sarrio te maken met een opstand in Ilocos als gevolg van de tabaksmonopolie. Ook overleed in deze periode de aartsbisschop van Manilla, Basilio Tomás Sancho Hernando, op 15 december 1787.